# Championnats du monde de sauna
Les championnats du monde de sauna sont un ancien concours d'endurance annuel organisé à Heinola, en Finlande, de 1999 à 2010. Ils sont issus de compétitions non officielles d'endurance dans un sauna. Les championnats ont lieu pour la première fois en 1999 et se sont développés jusqu'à présenter des concurrents de plus de vingt pays. 
Aller dans un sauna dans des conditions extrêmes présentant un grave risque pour la santé, tous les concurrents concourent à leurs risques et périls et doivent signer un formulaire s'engageant à ne pas engager de poursuites contre les organisateurs. Notamment, la Société finlandaise du sauna s'est fermement opposée à la tenue de cet événement.
Après la mort d'un finaliste et les graves blessures d'un autre lors du championnat 2010, les organisateurs annoncent qu'ils n'organiseront pas d'autre événement. Le comité d'organisation n'est toutefois pas accusé de négligence, car l'enquête des procureurs révèle que le candidat décédé avait probablement utilisé des analgésiques et des onguents interdits par les organisateurs.

## Format
Les championnats commencent par des tours préliminaires et se terminent par les finales, où les six meilleurs hommes et femmes s'affrontent pour savoir qui peut rester assis dans le sauna le plus longtemps. La température de départ de la compétition masculine est de 110 °C (230 °F). Un demi-litre d'eau est versé sur le poêle toutes les 30 secondes. Le gagnant est la dernière personne à rester dans le sauna et à sortir sans aide. Le pays hôte domine généralement l'événement, car un seul concurrent étranger s'est jamais qualifié pour la finale de la compétition masculine. La première gagnante non finlandaise de la compétition féminine est Natallia Tryfanava de Biélorussie en 2003.

### Règles
- La température de départ est de 110 degrés Celsius. Un demi-litre d'eau est versé sur le réchaud toutes les 30 secondes.
- La consommation d'alcool est interdite avant et pendant la compétition.
- Les concurrents doivent se laver au préalable, et enlever les éventuelles crèmes et lotions.
- Le compétiteur doit être assis bien droit, les fesses et les cuisses sur le banc.
- Des maillots de bain ordinaires doivent être utilisés. Les jambes des pantalons des maillots de bain pour hommes peuvent mesurer jusqu'à 20 centimètres de long et les bretelles des femmes peuvent mesurer jusqu'à 5 centimètres de large.
- Les cheveux qui atteignent les épaules doivent être attachés en queue de cheval.
- Le contact avec la peau et le brossage sont interdits.
- Les concurrents ne doivent pas se déranger.
- À la demande des juges, les concurrents doivent montrer qu'ils sont conscients avec un pouce levé.
- Les concurrents doivent être capables de quitter le sauna sans aide.
- La dernière personne quittant le sauna sans aide est la gagnante.

## Télédiffusion et autres médias
En 2004, Nippon Television tourne un documentaire sur les championnats du monde de sauna. Le programme a une audience d'environ 40 millions de personnes au Japon. Le réseau refait un documentaire similaire en 2007, lorsqu'ils filment une semaine entière à Heinola et à Lahti. Cette fois, Kazumi Morohoshi (ancien chanteur du boys band populaire Hikaru Genji) est avec eux et a également participé au concours. Il sort au premier tour, avec un temps de 5:41. Toujours en 2007, l'écrivain sportif américain Rick Reilly (qui l'a décrit comme "très probablement le sport le plus stupide du monde") est également à Heinola. Son temps au premier tour est de 3:10 et il est éliminé lors du deuxième tour.

## Accident de 2010
Le 7 août 2010, le finaliste russe et ancien troisième Vladimir Ladyjenski et le quintuple champion finlandais Timo Kaukonen s'évanouissent après six minutes en finale, tous deux souffrant de brûlures graves. Selon un spectateur, Kaukonen parvient à quitter le sauna avec de l'aide, mais Ladyjenski doit être traîné dehors, souffrant de convulsions, de brûlures et d'ampoules. Ladyjenski décède malgré l'action de sauveteurs et Kaukonen est transporté d'urgence à l'hôpital,. Il souffre de graves brûlures et son état est décrit comme critique, mais stable,. 
Quelques minutes avant la finale, Kaukonen déclare au journal norvégien Verdens Gang que les saunas utilisés pour le championnat 2010 sont beaucoup plus extrêmes que les saunas utilisés lors des compétitions précédentes. Comme Kaukonen et Ladyjensky ont été disqualifiés pour ne pas avoir quitté le sauna sans aide, Ilkka Pöyhiä devient le vainqueur.
L'organisateur, Ossi Arvela, déclare qu'il n'y aura probablement jamais d'autre compétition de sauna. Deux jours plus tard, la ville de Heinola note qu'il n'y avait pas de décisions officielles sur l'avenir de la manifestation et que les décisions seraient prises après l'examen de l'événement. Arvela rapporte plus tard que la police finlandaise avait décidé de ne pas porter plainte en lien avec la tragédie, mais continuait d'enquêter. Kaukonen s'est réveillé d'un coma médicalement provoqué six semaines après l'événement. Son système respiratoire est alors brûlé, ainsi que 70 % de sa peau et finalement ses reins ont également lâché. Fin octobre, Kaukonen se remet rapidement et ne blâme pas les organisateurs pour ses blessures.
L'autopsie de Ladyjenski conclut qu'il est mort de brûlures au troisième degré. Sa mort a été facilitée par l'utilisation d'analgésiques puissants et de graisse anesthésique locale sur sa peau. Kaukonen concourait quant à lui selon les règles.
Le 20 avril 2011, la ville de Heinola annonce qu'elle n'organiserait plus l'événement, notant que « si la ville devait organiser les championnats du monde de sauna à l'avenir, les caractéristiques ludiques et joyeuses originales de l'événement devraient être réintroduites. Aucun moyen d'y parvenir n'a été trouvé ».

## Champions
| Année | Hommes            | Femmes             |
| ----- | ----------------- | ------------------ |
| 1999  | Ahti Merivirta    | Katri Kämäräinen   |
| 2000  | Leo Pusa          | Katri Kämäräinen   |
| 2001  | Leo Pusa          | Annikki Peltonen   |
| 2002  | Leo Pusa          | Annikki Peltonen   |
| 2003  | Timo Kaukonen     | Natallia Tryfanava |
| 2004  | Leo Pusa          | Natallia Tryfanava |
| 2005  | Timo Kaukonen     | Natallia Tryfanava |
| 2006  | Timo Kaukonen     | Leila Kulin        |
| 2007  | Timo Kaukonen     | Leila Kulin        |
| 2008  | Bjarne Hermansson | Leila Kulin        |
| 2009  | Timo Kaukonen     | Tatyana Arkhipenko |
| 2010  | Ilkka Pöyhiä      | Michaela Butz      |